# Zeppelin-SNCASO ZSO 523
Lo Zeppelin-SNCASO ZSO 523 fu un aereo da trasporto tattico pesante esamotore, monoplano ad ala alta progettato dall'azienda aeronautica tedesca Luftschiffbau Zeppelin GmbH nei primi anni quaranta e sviluppato nella Francia occupata dal consorzio Société nationale des constructions aéronautiques du sud-ouest (SNCASO).
Estrema evoluzione del Messerschmitt Me 323 "Gigant", a sua volta versione motorizzata dell'aliante Me 321, venne accettato dal Reichsluftfahrtministerium (RLM), il ministero della Germania nazista deputato all'intera gestione dell'aviazione tedesca del periodo, per offrire un modello più moderno ed efficiente ai reparti di trasporto della Luftwaffe durante la seconda guerra mondiale, tuttavia la liberazione del territorio da parte degli Alleati bloccò il suo programma di sviluppo dopo la realizzazione di un solo mockup.
L'esperienza acquisita verrà comunque riversata nel quadrimotore SNCAC NC.211 Cormoran realizzato a conflitto concluso.